# Sainte-Luce, Québec
Sainte-Luce är en kommun i provinsen Québec i Kanada. Den ligger i regionen Bas-Saint-Laurent, i den östra delen av landet, 600 km nordost om huvudstaden Ottawa. Kommunen bildades 2001 som Sainte-Luce–Luceville genom sammanslagning av socknen Sainte-Luce och bykommunen Luceville, och bytte namn året efter.